# Sang til Christoph Ernst Friedrich Weyse
Sang til Christoph Ernst Friedrich Weyse is een compositie van Niels Gade. Hij schreef het werk voor mannenkoor en ensemble ter gelegenheid van het vijftigjarig jubileum van Christoph Ernst Friedrich Weyse als organist van kerken in Kopenhagen.
Weyse kon niet lang genieten van dat jubileum; hij overleed op 8 oktober 1842. Gade kon toen weer aan het werk voor een herdenkingsconcert in november 1842 met zijn Nu står claveret lukt.